# Канасин (Канасин, Јукатан)
Канасин (шп. Kanasín) насеље је у Мексику у савезној држави Јукатан у општини Канасин. Насеље се налази на надморској висини од 9 м.

## Становништво
Према подацима из 2010. године у насељу је живело 77240 становника.

### Хронологија
| Година       | 2000                  | 2005                  | 2010                  |
| ------------ | --------------------- | --------------------- | --------------------- |
| Становништво | 37674 (18740 / 18934) | 50357 (25048 / 25309) | 77240 (38345 / 38895) |

### Попис
| \| \| м \| \| \| ж \| \| 0—2 \| 2.668 \| \| \| 2.526 \| \| 3—5 \| 2.601 \| \| \| 2.707 \| \| 6—11 \| 4.881 \| \| \| 4.683 \| \| 12—14 \| 2.116 \| \| \| 2.108 \| \| 15—17 \| 2.044 \| \| \| 2.079 \| \| 18—24 \| 5.069 \| \| \| 5.162 \| \| 60+ \| 1.690 \| \| \| 1.738 \| \| Просек : \| 27,3 \| \| \| 27,7 \| |       |  |  |       |
| |       |  |  |       |
| | м     |  |  | ж     |
| 0—2 | 2.668 |  |  | 2.526 |
| 3—5 | 2.601 |  |  | 2.707 |
| 6—11 | 4.881 |  |  | 4.683 |
| 12—14 | 2.116 |  |  | 2.108 |
| 15—17 | 2.044 |  |  | 2.079 |
| 18—24 | 5.069 |  |  | 5.162 |
| 60+ | 1.690 |  |  | 1.738 |
| Просек : | 27,3  |  |  | 27,7  |

| #   | Индикатор                                                                                        | Вредност |
| --- | ------------------------------------------------------------------------------------------------ | -------- |
| 1   | Становништво од 0 до 2 године                                                                    | 5194     |
| 2   | Мушко становништво од 0 до 2 године                                                              | 2668     |
| 3   | Женско становништво од 0 до 2 године                                                             | 2526     |
| 4   | Становништво са 3 и више година                                                                  | 70785    |
| 5   | Мушко становништво са 3 и више година                                                            | 35049    |
| 6   | Женско становништво са 3 и више година                                                           | 35736    |
| 7   | Становништво са 5 и више година                                                                  | 67168    |
| 8   | Мушко становништво са 5 и више година                                                            | 33290    |
| 9   | Женско становништво са 5 и више година                                                           | 33878    |
| 10  | Становништво са 12 и више година                                                                 | 55913    |
| 11  | Мушко становништво са 12 и више година                                                           | 27567    |
| 12  | Женско становништво са 12 и више година                                                          | 28346    |
| 13  | Становништво са 15 и више година                                                                 | 51689    |
| 14  | Мушко становништво са 15 и више година                                                           | 25451    |
| 15  | Женско становништво са 15 и више година                                                          | 26238    |
| 16  | Становништво са 18 и више година                                                                 | 47566    |
| 17  | Мушко становништво са 18 и више година                                                           | 23407    |
| 18  | Женско становништво са 18 и више година                                                          | 24159    |
| 19  | Становништво од 3 до 5 година                                                                    | 5308     |
| 20  | Мушко становништво од 3 до 5 година                                                              | 2601     |
| 21  | Женско становништво од 3 до 5 година                                                             | 2707     |
| 22  | Становништво од 6 до 11 година                                                                   | 9564     |
| 23  | Мушко становништво од 6 до 11 година                                                             | 4881     |
| 24  | Женско становништво од 6 до 11 година                                                            | 4683     |
| 25  | Становништво од 8 до 14 година                                                                   | 10434    |
| 26  | Мушко становништво од 8 до 14 година                                                             | 5321     |
| 27  | Женско становништво од 8 до 14 година                                                            | 5113     |
| 28  | Становништво од 12 до 14 година                                                                  | 4224     |
| 29  | Мушко становништво од 12 до 14 година                                                            | 2116     |
| 30  | Женско становништво од 12 до 14 година                                                           | 2108     |
| 31  | Становништво од 15 до 17 година                                                                  | 4123     |
| 32  | Мушко становништво од 15 до 17 година                                                            | 2044     |
| 33  | Женско становништво од 15 до 17 година                                                           | 2079     |
| 34  | Становништво од 18 до 24 године                                                                  | 10231    |
| 35  | Мушко становништво од 18 до 24 године                                                            | 5069     |
| 36  | Женско становништво од 18 до 24 године                                                           | 5162     |
| 37  | Женско становништво од 15 до 49 година                                                           | 22057    |
| 38  | Становништво са 60 и више година                                                                 | 3428     |
| 39  | Мушко становништво са 60 и више година                                                           | 1690     |
| 40  | Женско становништво са 60 и више година                                                          | 1738     |
| 41  | Однос између мушкараца и жена                                                                    | 98.59    |
| 42  | Становништво од нуле до 14 година                                                                | 24290    |
| 43  | Становништво од 15 до 64 године                                                                  | 49634    |
| 44  | Становништво од 65 година и више                                                                 | 2055     |
| 45  | Просечан број деце                                                                               | 2.02     |
| 46  | Становништво рођено у ентитету                                                                   | 67759    |
| 47  | Мушко становништво рођено у ентитету                                                             | 33588    |
| 48  | Женско становништво рођено у ентитету                                                            | 34171    |
| 49  | Становништво рођено у другом ентитету                                                            | 7886     |
| 50  | Мушко становништво рођено у другом ентитету                                                      | 3953     |
| 51  | Женско становништво рођено у другом ентитету                                                     | 3933     |
| 52  | Становништво од 5 година и више резидентно у ентитету у јуну 2005. године                        | 64266    |
| 53  | Мушко становништво старосног доба од 5 година и више, резидентно у ентитету у јуну 2005. године  | 31779    |
| 54  | Женско становништво старосног доба од 5 и више година, резидентно у ентитету у јуну 2005. године | 32487    |
| 55  | Становништво од 5 година и више које је живело у другом ентитету у јуну 2005. године             | 2408     |
| 56  | Мушко становништво старије од 5 година које је живело у другом ентитету у јуну 2005. године      | 1251     |
| 57  | Женско становништво старије од 5 година које је живело у другом ентитету у јуну 2005. године     | 1157     |
| 58  | Становништво од 3 године и више које говори аутохтони језик                                      | 13125    |
| 59  | Мушко становништво старо 3 године и више које говори аутохтони језик                             | 6660     |
| 60  | Женско становништво старо 3 године и више које говори аутохтони језик                            | 6465     |
| 61  | Становништво од 3 године и више које говори аутохтони језик и не говори шпански језик            | 183      |
| 62  | Мушко становништво старо 3 године и више које говори аутохтони језик и не говори шпански         | 82       |
| 63  | Женско становништво старо 3 године и више које говори аутохтони језик и не говори шпански језик  | 101      |
| 64  | Становништво старо 3 године и више које говори аутохтони језик и шпански                         | 12718    |
| 65  | Мушко становништво старо 3 године и више које говори аутохтони језик и шпански                   | 6474     |
| 66  | Женско становништво старо 3 године и више које говори аутохтони језик и шпански                  | 6244     |
| 67  | Становништво од 5 година и више које говори аутохтони језик                                      | 13097    |
| 68  | Становништво од 5 година и више које говори аутохтони језик и не говори шпански језик            | 183      |
| 69  | Становништво од 5 година и више које говори аутохтони језик и говори шпански језик               | 12692    |
| 70  | Становништво у домородачким домаћинствима                                                        | 30661    |
| 71  | Становништво са ограничењима у активностима                                                      | 2458     |
| 72  | Становништво са ограниченим ходањем или кретањем, горе или доле                                  | 1387     |
| 73  | Становници са ограничењима вида, чак и уз кориштење сочива                                       | 583      |
| 74  | Становништво са ограничењима говора, комуникације или конверзације                               | 306      |
| 75  | Становништво са ограниченим слухом                                                               | 184      |
| 76  | Становништво са ограничењима при одевању, купању или јелу                                        | 145      |
| 77  | Становништво са ограничењима у опажању или учењу једноставних ствари                             | 163      |
| 78  | Становништво са менталним ограничењима                                                           | 246      |
| 79  | Становништво без ограничења активности                                                           | 73169    |
| 80  | Становништво од 3 до 5 година које не похађа школу                                               | 2360     |
| 81  | Мушко становништво од 3 до 5 година које не похађа школу                                         | 1156     |
| 82  | Женско становништво од 3 до 5 година које не похађа школу                                        | 1204     |
| 83  | Становништво од 6 до 11 година које не похађа школу                                              | 294      |
| 84  | Мушко становништво од 6 до 11 година које не похађа школу                                        | 164      |
| 85  | Женско становништво од 6 до 11 година које не похађа школу                                       | 130      |
| 86  | Становништво од 12 до 14 година које не похађа школу                                             | 366      |
| 87  | Мушко становништво од 12 до 14 година које не похађа школу                                       | 186      |
| 88  | Женско становништво од 12 до 14 година које не похађа школу                                      | 180      |
| 89  | Становништво од 15 до 17 година похађа школу                                                     | 2597     |
| 90  | Мушко становништво од 15 до 17 година похађа школу                                               | 1296     |
| 91  | Женско становништво између 15 и 17 година живота у школи                                         | 1301     |
| 92  | Становништво од 18 до 24 године похађа школу                                                     | 1878     |
| 93  | Мушко становништво од 18 до 24 године похађа школу                                               | 978      |
| 94  | Женско становништво од 18 до 24 године похађа школу                                              | 900      |
| 95  | Становништво од 8 до 14 година које не може да чита и пише                                       | 438      |
| 96  | Мушко становништво старосног доба од 8 до 14 година које не може да чита и пише                  | 261      |
| 97  | Женско становништво старосног доби од 8 до 14 година које не може да чита и пише                 | 177      |
| 98  | Становништво од 15 година и више које је неписмено                                               | 3715     |
| 99  | Мушко становништво од 15 година и више које је неписмено                                         | 1416     |
| 100 | Женско становништво од 15 година и више које је неписмено                                        | 2299     |
| 101 | Становништво старо 15 и више година без школовања                                                | 3571     |
| 102 | Мушко становништво старо 15 и више година без школовања                                          | 1438     |
| 103 | Женско становништво старо 15 и више година без школовања                                         | 2133     |
| 104 | Становништво старосног доба 15 и више година са непотпуним основним образовањем                  | 7753     |
| 105 | Мушко становништво старосног доба од 15 година и више са непотпуном основним образовањем         | 3640     |
| 106 | Женско становништво старосног доба 15 и више година са непотпуном основним образовањем           | 4113     |
| 107 | Становништво старо 15 и више година са комплетним основним образовањем                           | 8269     |
| 108 | Мушко становништво старо 15 година и више са комплетним основним образовањем                     | 3806     |
| 109 | Женско становништво старо 15 и више година са комплетним основним образовањем                    | 4463     |
| 110 | Становништво старосног доба 15 и више година са непотпуним средњим образовањем                   | 3561     |
| 111 | Мушко становништво старосног доба од 15 година и више са непотпуним средњим образовањем          | 1988     |
| 112 | Женско становништво старосног доба од 15 година и више са непотпуним средњим образовањем         | 1573     |
| 113 | Становништво старо 15 и више година са пуним секундарном образовањем                             | 13199    |
| 114 | Мушко становништво старосног доба од 15 година и више са пуним секундарном образовањем           | 6747     |
| 115 | Женско становништво старосног доба од 15 година и више са пуним секундарном образовањем          | 6452     |
| 116 | Становништво старије од 18 година са постосновним образовањем                                    | 14176    |
| 117 | Мушко становништво старије од 18 година са постосновним образовањем                              | 7332     |
| 118 | Женско становништво старије од 18 година са постосновним образовањем                             | 6844     |
| 119 | Просечна оцена школовања                                                                         | 7.99     |
| 120 | Просечан ниво образовања мушке популације                                                        | 8.23     |
| 121 | Просечан ниво образовања женског становништва                                                    | 7.77     |
| 122 | Економски активно становништво                                                                   | 32885    |
| 123 | Економски активна мушка популација                                                               | 22055    |
| 124 | Економски активна женска популација                                                              | 10830    |
| 125 | Становништво које није економски активно                                                         | 22789    |
| 126 | Мушко становништво које није економски активно                                                   | 5392     |
| 127 | Женско становништво које није економски активно                                                  | 17397    |
| 128 | Запослено становништво                                                                           | 31937    |
| 129 | Запослено мушко становништво                                                                     | 21336    |
| 130 | Запослено женско становништво                                                                    | 10601    |
| 131 | Незапослена популација                                                                           | 948      |
| 132 | Незапослена мушка популација                                                                     | 719      |
| 133 | Незапослена женска популација                                                                    | 229      |
| 134 | Становништво без права на здравствене услуге                                                     | 20689    |
| 135 | Становништво које има право на здравствене услуге                                                | 55106    |
| 136 | Становништво које има право на ИМСС                                                              | 37277    |
| 137 | Становништво које има право на социјално осигурање                                               | 1292     |
| 138 | Становништво које има право на државно социјално осигурање                                       | 84       |
| 139 | Становништво које има право на опште осигурање или здравствено осигурање за нову генерацију      | 15554    |
| 140 | Становништво које је било једном или није било у браку током 12 година и више                    | 16709    |
| 141 | Венчано или уједињено становништво од 12 година и више                                           | 34533    |
| 142 | Становништво које је било у браку или уједињено 12 година и више                                 | 4520     |
| 143 | Становништво са католичком религијом                                                             | 60604    |
| 144 | Протестанти, еванђелисти и библијски следбеници различити од еванђелиста                         | 10377    |
| 145 | Становништво са другим религијама различитим од претходних                                       | 36       |
| 146 | Становништво без религије                                                                        | 4455     |
| 147 | Укупно пописаних домаћинства                                                                     | 19529    |
| 148 | Пописна домаћинства на челу са мушкарцима                                                        | 15506    |
| 149 | Пописна домаћинства на челу са женама                                                            | 4023     |
| 150 | Становништво у пописним домаћинствима                                                            | 75895    |
| 151 | Становништво у пописним домаћинствима на челу са мушкарцима                                      | 61345    |
| 152 | Становништво у пописним домаћинствима на челу са женама                                          | 14550    |
| 153 | Укупно домаћинстава                                                                              | 28465    |
| 154 | Укупно насељених домаћинстава                                                                    | 19949    |
| 155 | Укупно приватних кућа                                                                            | 28045    |
| 156 | Насељени приватни домови                                                                         | 19529    |
| 157 | Укупно насељених приватних кућа                                                                  | 19944    |
| 158 | Ненасељене приватне куће                                                                         | 6330     |
| 159 | Појединачна домаћинства за привремену употребу                                                   | 2186     |
| 160 | Становници у насељеним приватним кућама                                                          | 75895    |
| 161 | Насељеност станара у приватним становима                                                         | 3.89     |
| 162 | Просечно становника по соби у приватним насељеним домаћинствима                                  | 1.18     |
| 163 | Појединачна домаћинства са подовима од различитих материјала од земље                            | 19133    |
| 164 | Појединачна домаћинства у приземљу                                                               | 334      |
| 165 | Појединачна домаћинства са једном спаваћом собом                                                 | 7757     |
| 166 | Појединачна домаћинства са две спаваће собе и више                                               | 11726    |
| 167 | Појединачна домаћинства са једним собом                                                          | 1473     |
| 168 | Појединачна домаћинства са две собе                                                              | 3426     |
| 169 | Појединачна домаћинства са 3 собе и више                                                         | 14567    |
| 170 | Појединачна домаћинства која имају електрично светло                                             | 19257    |
| 171 | Појединачна домаћинства која немају електрично светло                                            | 239      |
| 172 | Појединачна домаћинства која имају водоводну воду у стамбеном простору                           | 18371    |
| 173 | Појединачна домаћинства која немају водоводну воду у стамбеном простору                          | 1098     |
| 174 | Појединачна домаћинства која имају тоалет                                                        | 18427    |
| 175 | Појединачна домаћинства која имају канализацију                                                  | 17229    |
| 176 | Појединачна домаћинства која немају канализацију                                                 | 2229     |
| 177 | Појединачна домаћинства која имају електрично светло, довод воде из јавне мреже и канализацију   | 16606    |
| 178 | Појединачна домаћинства без икаквих услова                                                       | 162      |
| 179 | Појединачна домаћинства која имају радио                                                         | 15892    |
| 180 | Појединачна домаћинства која имају телевизор                                                     | 18806    |
| 181 | Појединачна домаћинства која имају фрижидер                                                      | 16672    |
| 182 | Појединачна домаћинства која имају машину за веш                                                 | 14711    |
| 183 | Појединачна домаћинства која имају аутомобил или комби                                           | 5754     |
| 184 | Појединачна домаћинства која имају рачунар                                                       | 3438     |
| 185 | Појединачна домаћинства која имају фиксну телефонску линију                                      | 4499     |
| 186 | Појединачна домаћинства која имају мобилни телефон                                               | 16109    |
| 187 | Појединачна домаћинства која имају приступ интернету                                             | 1818     |
| 188 | Величина локације                                                                                | 10       |